# رايو ماخاداهوندا
نادي رايو ماخاداهوندا لكرة القدم (بالإسبانية: Club de Fútbol Rayo Majadahonda) أو كما يُعرف اختصارًا باسم رايو ماخاداهوندا (بالإسبانية: Rayo Majadahonda)، هو نادي كرة قدم إسباني محترف يلعب في الدوري الإسباني الدرجة الثانية ب، تأسس النادي عام 1976، ومقره في ماخاداهوندا الواقعة في منطقة مدريد. يلعب النادي مبارياته على ملعب سيرو ديل إسبينو، ويتسع الملعب لحوالي 3,800 متفرج.

## التاريخ
تأسس نادي رايو ماخاداهوندا لكرة القدم عام 1976، وسُجِّلَ على الفور في اتحاد مدريد لكرة القدم. لعب الفريق في الأقسام الإقليمية حتى عام 1987، عندما وصل رايو ماخاداهوندا إلى الدوري الإسباني الدرجة الأولى، ودخل النادي هذه الفترة الجديدة مع الرئيس الجديد إنريكي فيديا اعتبارًا من 30 يونيو 1987. بقي النادي في الدرجة الثالثة حتى موسم 1996–97، عندما صعد الفريق إلى الدرجة الثانية ب، تبع ذلك هبوطان متتاليان، لكن النادي استعاد وضعه على الفور في عام 2000، ثم بقي لاحقًا في الدرجة الثالثة حتى عام 2015، عندما صعد الفريق مع أسطورة النادي أنطونيو إيريوندو الذي يعمل في منصب مدرب الفريق. في 27 مايو 2018 صعد رايو ماخاداهوندا للمرة الأولى على الإطلاق إلى الدرجة الثانية بفوزه على قرطاجنة بهدف في الدقيقة الأخيرة ميشيل زاباكو، مع بقاء أنطونيو إيريوندو مدربًا للفريق الأول، ولكن بعد عام وبعد معاناته من الهبوط الفوري استقال أنطونيو إيريوندو من منصب مدرب الفريق. في الدرجة الثانية لعب النادي مبارياته على أرضه على ملعب واندا متروبوليتانو الذي يملكه أتلتيكو مدريد؛ بسبب عدم كفاية المرافق في ملعب سيرو ديل إسبينو. كجزء من شروط اللعب في الدرجة الثانية الاحترافية بالكامل، كان لدى رايو ماخاداهوندا سنة لتأسيس شركة الرياضة المحدودة، وهو شكل من أشكال الشركة العامة المحدودة التي يجب أن تكون لدى جميع فرقها. كان المساهم الأكبر في سبتمبر 2019 هو أليخاندرو أريباس، وهو لاعب لعب في النادي وكان لا يزال يلعب بشكل احترافي مع ريال أوفييدو في ذلك الوقت، وأيضًا في سبتمبر 2019 أصبح خوسيه ماريا سانز رئيسًا جديدًا للنادي.

## روابط خارجية
- CF Rayo Majadahonda